# Livre du divin
Le Elāhī-Nāmeh (en persan : الهی نامه, « Livre de Dieu » ou « Livre du divin ») est un poème persan du XIIe siècle écrit par l'apothicaire-poète soufi Attar de Nishapur (c. 1145-1221). 
Cet ouvrage est composé d'environ 6 500 vers. Il présente des histoires anecdotiques dont la longueur varie considérablement, certaines ne faisant que 3 vers et d'autres environ 400 vers. 
Attar s'est efforcé d'ouvrir la « porte du trésor divin » avec ce poème. Il souhaitait que l'œuvre finale réalise l'éloge de Mahomet d'une manière au-delà de tout poète avant ou après lui-même.

## Contexte
La rédaction de ce poème a commencé à peu près en même temps que son Moṣībat-nāman, pendant qu'il travaillait dans une pharmacie  à Nishapur, dans le Grand Khorasan, à l'époque de l'Empire seldjoukide.